# Шееперс, Гидеон
Гидеон Шеперс — бурский военачальник, разведчик и гелиограф Англо-бурской войны. В 1902 году он был казнён за военные преступления.

## Ранние годы
Гидеон Шееперс родился 4 апреля 1878 года в Мидделбурге, в Южно-Африканской Республике. В 16 лет он получил образование гелиографа, в 1898 году он был откомандирован в Оранжевое Свободное Государство и произведен в сержанты.

## Англо-бурская война
Во время начала Англо-бурской войны Шееперс сопровождал ополченцев Оранжевого Свободного Государства до западной границы страны. Во время осады Кимберли он застрелил двух захваченных в плен местных жителей, объясняя это тем, что они были разведчиками. Христиан де Вет использовал его в качестве разведчика, а позже назначил капитаном своего собственного разведывательного корпуса.

### Вторжение в Капскую колонию
В декабре 1900 года Шееперс был членом отряда Критцингера, которые вторглись в Капскую колонию. Через 4 месяца Критцингер вернулся в Оранжевое Свободное Государство. После вербовки капских мятежников Шееперс был назначен комендантом отряда, состоящего из 150 человек. Его отряд устраивал диверсии на британских железнодорожных и телеграфных линиях; они убивали местных жителей, обвиненных в шпионаже в пользу британцев; они сжигали дома, магазины и общественные здания. В сентябре 1900 года Шееперс начал заболевать. К 10 октября, когда они приблизились к Принс-Альберт-Роуд, он был слишком болен, чтобы остаться со своим отрядом, и его пришлось оставить. Британцы захватили его в плен 12 октября, и ему была оказана необходимая медицинская помощь. В декабре 1901 года его поместили в тюрьму в Храфф-Рейнет.

### Суд и расстрел
Британский военный суд предъявил Шееперсу 16 обвинений: семь в убийстве, одно в покушении на убийство, одно в том, что он поместил пленного на линию огня противника, одно в жестоком обращении с военнопленным, три в нападении, два в умышленном причинении вреда имуществу и один в поджоге. Во время суда было вызвано 54 свидетеля.
Шееперс был осужден по всем статьям и был приговорён к смертной казни. 18 января 1902 года он был расстрелян, будучи привязанным к стулу. До сих пор место его погребения неизвестно.